# Suicidio por honor
El suicidio por honor es un proceso mediante el cual una persona se suicida para escapar de la vergüenza de una acción inmoral o deshonrosa, como haber tenido relaciones sexuales extramatrimoniales, participar en un escándalo o sufrir una derrota en una batalla. Se distingue del suicidio regular en que el sujeto decide activamente suicidarse en privado o en público con el fin de restaurar o proteger el honor. 
Algunos suicidios por honor son una cuestión de elección personal y están desprovistos de cualquier contexto cultural. Por ejemplo, figuras militares han cometido suicidios por honor cuando se enfrentan a la derrota, como Adolf Hitler, Mark Antony, Władysław Raginis, Yoshitsugu Saito, Jozef Gabčík y Hans Langsdorff.
Japón tiene una larga historia de suicidio en su cultura. Harakiri es un tipo de suicidio ritual que practicaban los samuráis para evitar la vergüenza de ser prisioneros. En la Segunda Guerra Mundial, tanto las cargas banzai como los ataques kamikaze fueron ataques suicidas utilizados durante la Guerra del Pacífico. Los suicidios en Japón también se utilizan a menudo para expiar las malas acciones y la autodecepción.